# Kent Nerburn
Kent Michael Nerburn (* 3. Juli 1946 in Minneapolis, Minnesota) ist ein US-amerikanischer Ethnologe und Schriftsteller, welcher sich in seinen Veröffentlichungen mit dem Leben und Wirken der Ureinwohner des nordamerikanischen Kontinents beschäftigt.

## Leben
Nerburn wurde am 3. Juli 1946 in Minneapolis (Minnesota) als Sohn von Lloyd und Virginia Nerburn geboren. Mit Abschluss der High School begann Nerburn ein Studium im Bereich der Amerikanistik an der University of Minnesota, welches er erfolgreich beendete. Hiernach führte er seine Hochschulausbildung an der Graduate School der Stanford University, mit den Themenschwerpunkten Religionswissenschaft und Geisteswissenschaft fort, um nach einem Wechsel an die Graduiertenschule Graduate Theological Union der University of California, Berkeley in den Fachgebieten Kunstgeschichte und Religionswissenschaften zu promovieren.

## Preise
- 1995: Minnesota Book Award für Neither Wolf Nor Dog.[1]
- 2010: Minnesota Book Award für The Wolf At Twilight.[1]

## Verfilmungen
Im Jahre 2016 adaptierte der Regisseur Steven Lewis Simpson, in Zusammenarbeit mit Nerburn, dessen Werk Neither Wolf Nor Dog für die Kinoleinwand.

## Veröffentlichungen
In deutscher Sprache:
- Nicht Wolf nicht Hund: Auf vergessenen Pfaden mit einem alten Indianer. Übersetzt von Sky Nonhoff. Verlag C.H. Beck, München 2018, ISBN 978-3-406-72498-5 (Neuausgabe von Neither Wolf Nor Dog)
- Von Mann zu Mann. Beste Wünsche von deinem Vater. Beust Verlag, München 2001, ISBN 978-3-89530-068-4
- Die letzten heiligen Dinge. Auf den Spuren indianischer Weisheit. Übersetzt von Ursula Gräfe. Hoffmann und Campe, Hamburg 1997, ISBN 978-3-455-11197-2
- Briefe an meinen Sohn. Über das Mannsein, die Liebe und das Leben. Beust Verlag, München 1996, ISBN 978-3-89530-013-4

In englischer Sprache:
- Calm Surrender. Canongate Books, 2018, ISBN 978-1-78689-115-0
- Dancing with the Gods. Canongate Books, 2018, ISBN 978-1-78689-115-0
- Ordinary Sacred. New World Library, 2016, ISBN 978-1-60868-390-1
- Voices in the Stones. New World Library, 2016, ISBN 978-1-60868-390-1
- The Girl Who Sang to the Buffalo. New World Library, 2013, ISBN 978-1-60868-015-3
- The Wolf At Twilight. New World Library, 2009, ISBN 978-1-57731-578-0
- Neither Wolf Nor Dog. New World Library, 2002, ISBN 978-1-57731-233-8
- Chief Joseph and the Flight of the Nez Perce. Harper One, 2006, ISBN 978-0-06-113608-5
- Simple Truths: Clear and Gentle Guidance on the Big Issues in Life. New World Library, 2005, ISBN 978-1-57731-515-5
- The Soul of an Indian (and other writings from Ohiyesa). New World Library, 2001, ISBN 978-1-57731-200-0
- Letters to My Son. New World Library, 1999, ISBN 978-1-57731-031-0
- Make Me an Instrument of Your Peace. Harper One, 1999, ISBN 978-0-06-251581-0
- Small Graces. New World Library, 1998, ISBN 978-1-57731-072-3
- Native American Wisdom. New World Library, 1993, ISBN 978-0-931432-78-1
- The Wisdom of the Native Americans. New World Library, 1990, ISBN 978-1-57731-079-2